# Polygonum floribundum
Polygonum floribundum là một loài thực vật có hoa trong họ Rau răm. Loài này được Schltdl. ex Spreng. miêu tả khoa học đầu tiên năm 1825.